# Burlington Barracudas
Burlington Barracudas (Burlingtonské barakudy) byl kanadský klub ženského ledního hokeje, který sídlil v Burlingtonu v provincii Ontario. V letech 2007–2012 působil v soutěži Canadian Women's Hockey League. Nejlepším umístěním byla třetí příčka ve své divizi v roce 2010. Nejdále klub došel do semifinále play-off v inaugurální sezóny CWHL. Ve zmiňovaném semifinále barakudy podlehly hráčkám Bramptonu Thunder poměrem 2:5. Kapitánkou byla trojnásobná olympijská vítězka Becky Kellarová. Klubové barvy byly oranžová, modrá a bílá.
Své domácí zápasy odehrával v hale Appleby Ice Center.

## Přehled ligové účasti
Zdroj: 
- 2007–2012: Canadian Women's Hockey League

## Galerie

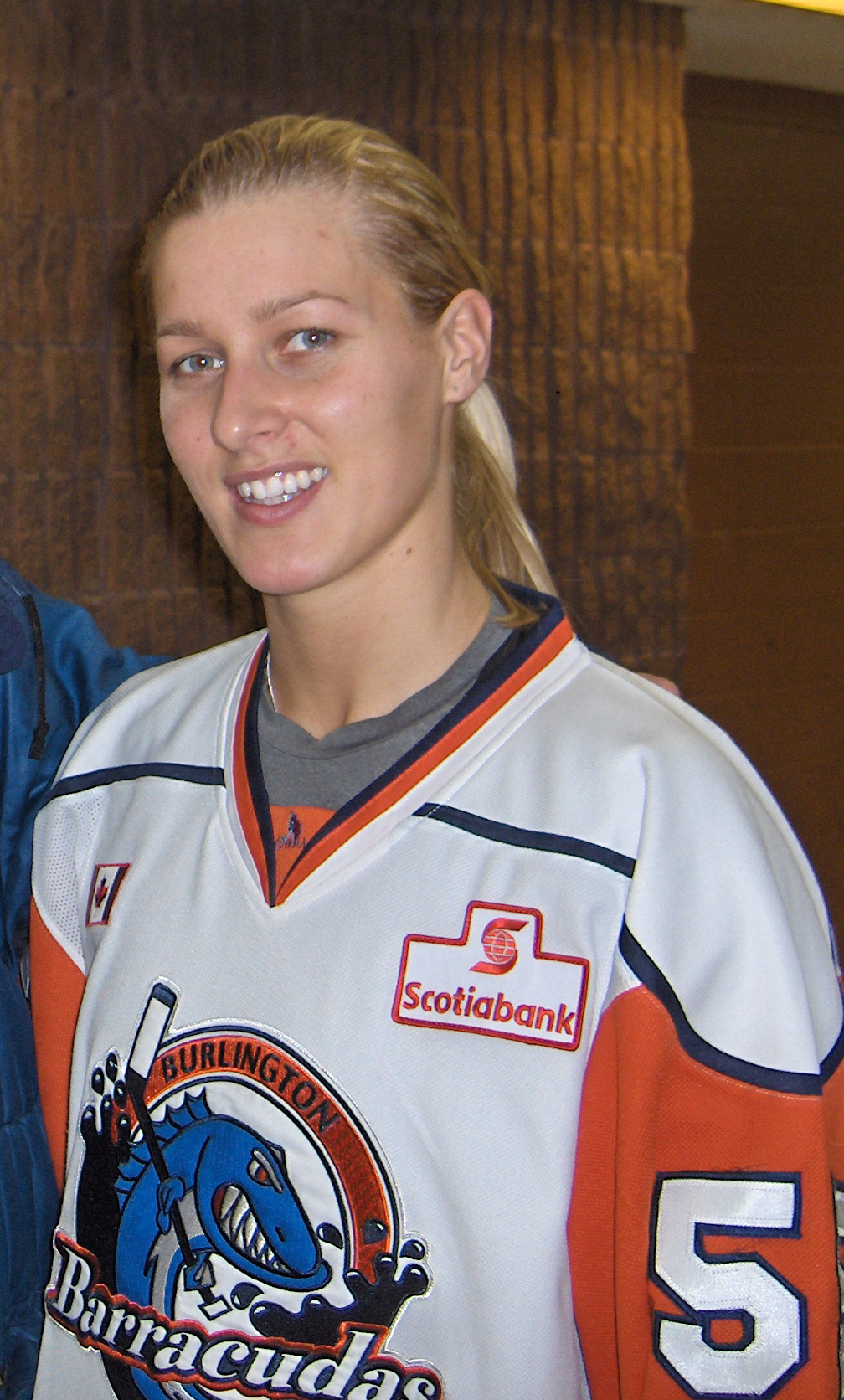
Švédská hráčka Barakud Danijela Rundqvistová.
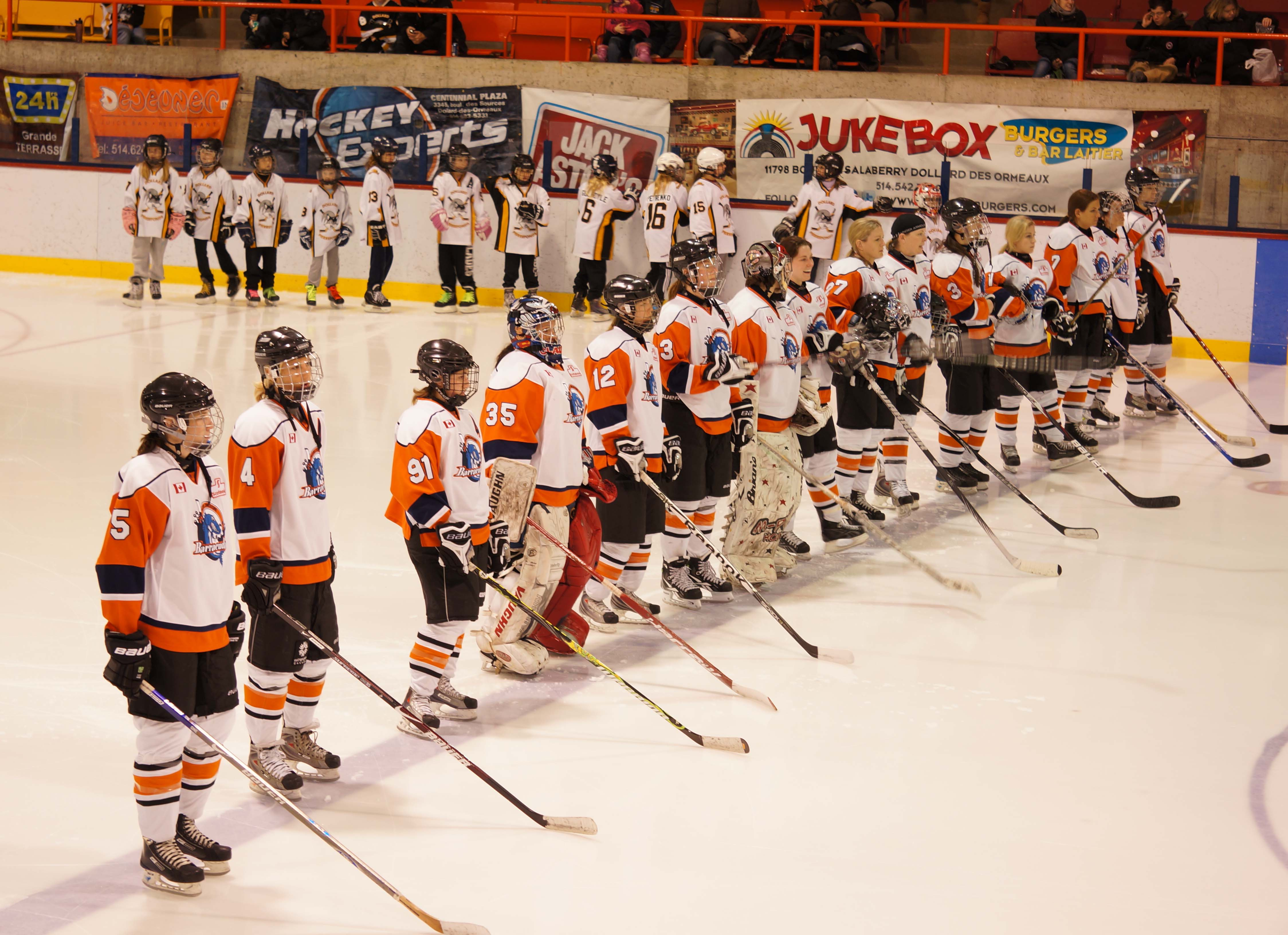
Hráčky Barakud při státní hymně.
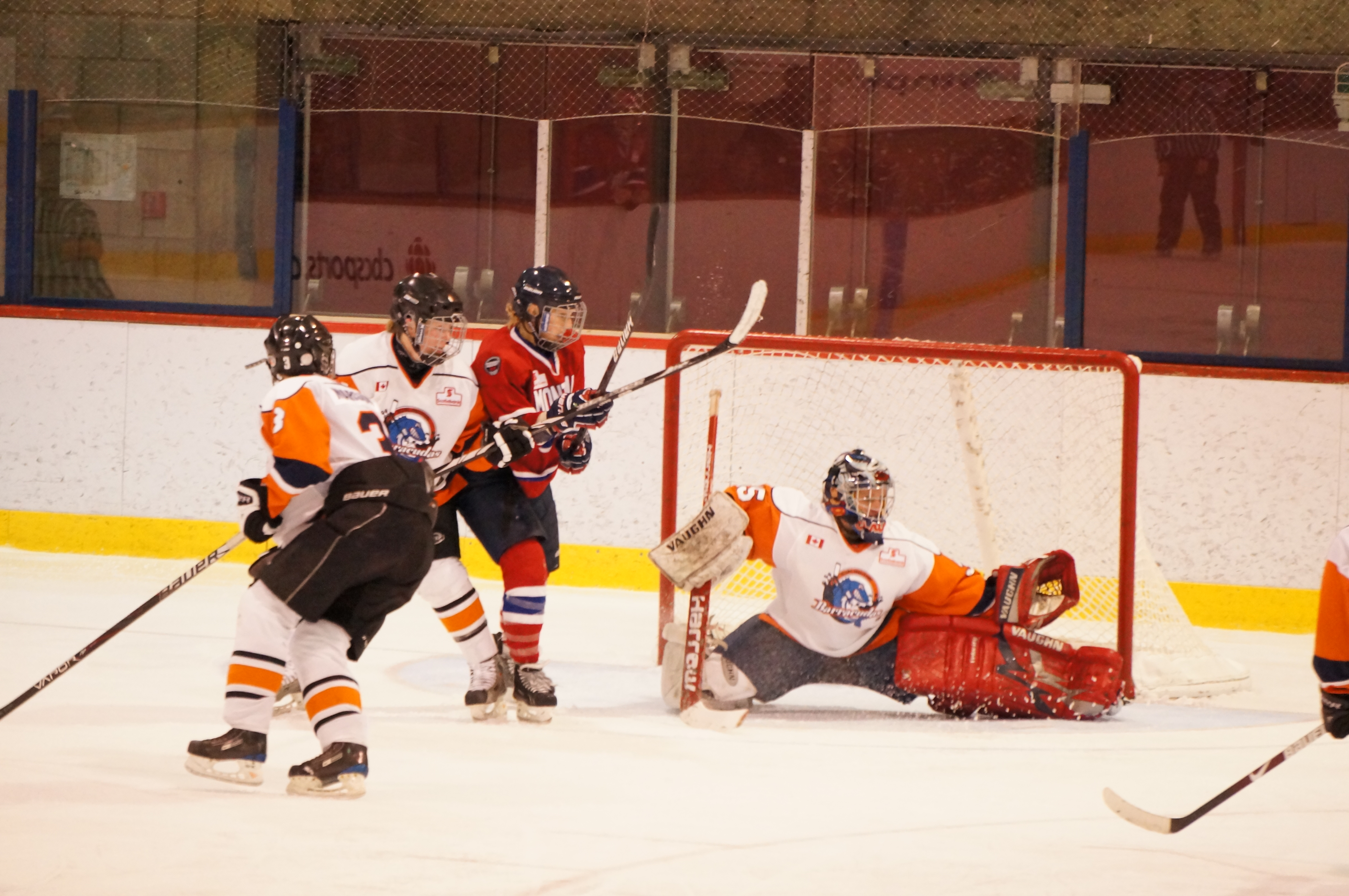